# Густов, Владимир Юрьевич
Влади́мир Ю́рьевич Гу́стов (род. 15 февраля 1977, Киев) — украинский шоссейный велогонщик, выступавший на профессиональном уровне в период 2000—2012 годов. Победитель отдельных этапов супермногодневок «Вуэльта Испании», «Джиро д’Италия» и нескольких других престижных гонок, победитель «Регио–Тура» 2003 года, серебряный и бронзовый призёр украинских национальных первенств, участник летних Олимпийских игр в Сиднее. В разное время представлял такие команды как Fassa Bortolo, CSC, Cervélo TestTeam, Saxo Bank.

## Биография
Владимир Густов родился 15 февраля 1977 года в Киеве. Занимался велоспортом с раннего детства в местной секции у тренера Г. А. Яблонского, затем в 1992—1996 годах проходил подготовку в Броварском высшем училище физической культуры под руководством заслуженного тренера Украины Валерия Павловича Абаджи.
Впервые заявил о себе в 1997 году, выиграв бронзовую медаль на шоссейном чемпионате Украины в индивидуальной гонке с раздельным стартом. В это время присоединился к любительской итальянской команде Vellutex и успешно выступил с ней на нескольких молодёжных гонках в Италии. В частности, выиграл заезды «Флоренция — Эмполи», «Флоренция — Модена», «Тур Ломбардии среди андеров», «Трофео Альчиде Де Гаспери».
На чемпионате Украины 2000 года выиграл серебряную награду в групповой гонке, уступив на финише Владимиру Думе. Благодаря череде удачных выступлений вошёл в основной состав украинской национальной сборной и удостоился права защищать честь страны на летних Олимпийских играх в Сиднее — в итоге занял в групповой гонке 64 место. В то же время подписал контракт с профессиональной итальянской командой Fassa Bortolo, с которой сразу же начал выступать на самых престижных международных соревнованиях, в том числе дебютировал на «Вуэльте Испании», показал шестой результат в генеральной классификации «Недели Ломбардии».
В 2002 году впервые выступил в супермногодневке «Тур де Франс», расположившись в итоговом протоколе на 40 строке. В этом сезоне его заподозрили в использовании допинга, когда перед «Туром Романдии» его проба показала гематокритную величину свыше 50 % — в связи с этим его отстранили от участия в соревнованиях сроком на 15 дней. Тем не менее, позже Международный союз велосипедистов пришёл к выводу, что превышение уровня гемоглобина в крови гонщика обусловлено его физиологическими особенностями, и никаких штрафных санкций не последовало.
В 2003 году Густов одержал победу в многодневной гонке «Регио–Тур», занял восьмое место в генеральной классификации гонки «Париж — Ницца», закрыл десятку сильнейших на «Джиро ди Тоскана». При этом он продолжал регулярно участвовать в гранд-турах, работая на лидеров своей команды, прежде всего на итальянца Алессандро Петакки.
Когда в 2006 году его контракт с Fassa Bortolo подошёл к концу, при содействии своего бывшего одноклубника Ивана Бассо Владимир Густов перешёл в датскую команду CSC, где провёл два последующих сезона. С новым коллективом он выиграл несколько важных командных гонок с раздельным стартом: пролог «Вуэльты Испании», пятый этап «Джиро д’Италия», пролог «Международной недели Коппи и Бартали», второй этап «Тура Германии». На традиционных этапах исполнял роль грегори, работал на братьев Анди и Фрэнка Шлеков, на Карлоса Састре.
Период 2009—2010 годов провёл в швейцарской Cervélo TestTeam, в обоих сезонах помогал команде на «Тур де Франс» и «Джиро д’Италия».
В 2011 году вернулся CSC, которая к тому моменту сменила название на Saxo Bank–SunGard. Дважды проехал с ней «Джиро», один раз «Вуэльту», отметился тринадцатой позицией в генеральной классификации «Тура Польши».
После сезона 2012 года Густов завершил карьеру профессионального велогонщика. В общей сложности в его послужном списке 21 гранд-тур, из них 20 он проехал полностью.